# William Henry Long
William Henry Long (7 de marzo de 1867 - 10 de diciembre de 1947) fue un micólogo estadounidense. Obtuvo su licenciatura en la Universidad de Baylor en Waco, Texas en 1888, y luego sirvió como profesor de ciencias naturales en esta universidad hasta 1892. Long empezó sus estudios de posgrado en 1899 bajo la supervisión de WL Bray y WM Wheeler en 1899, y obtuvo un maestría en 1900. Durante los siguientes nueve años fue profesor de Botánica en Universidad del Norte de Texas en Denton. Bajo la dirección de George Francis Atkinson, trabajo largo llevado a cabo en la Universidad de Cornell, que condujo eventual a un grado de PhD concedido de la Universidad de Texas en 1917. Su especialidad estaba en ronchas del árbol y hongos de la podredumbre de madera.